# Jaume Ferrer i Piñol
Jaume Ferrer i Piñol (Igualada, 16 de febrer de 1934) és un escriptor, periodista i rapsode català. Fou fundador i primer president des de 1997 fins a 2007 de l'associació Poesia Viva d'Igualada. Ha escrit diversos llibres relacionats amb la societat i cultura de la seva ciutat natal. Com a periodista, ha estat locutor de ràdio, crític teatral, redactor en cap i sots-director del periòdic Igualada, primer gerent i cap de redacció del Periòdic de la comarca de l'Anoia, posteriorment anomenat La Veu de l'Anoia, i col·laborador de la Revista Vida, l'Enllaç dels Anoiencs i la Revista d'Igualada. És autor de la lletra de l'himne del Club de Futbol Igualada.

## Trajectòria
Jaume Ferrer inicià la seva activitat periodística en el quadre escènic de l'emissora Ràdio Igualada, on col·laborà entre 1950 i 1954. Signà el seu primer contracte de periodista professional amb Radio Rioja de Logronyo, E.A.J. 18, on fou locutor els anys 1955 i 1956. Continuà la seva trajectòria a Igualada, on fou col·laborador habitual de diversos mitjans de premsa escrita, signant els seus articles amb pseudònims com Traspunt, usat en les seves crítiques de teatre, així com Jafepi, usat en col·laboracions a partir de 1970 al periòdic Igualada i a partir de 1982 a La Veu de l'Anoia. Fou redactor en cap i sots-director del periòdic Igualada, i l'any 1982 fou el primer gerent i cap de redacció del Periòdic de la comarca de l'Anoia en la seva etapa fundacional. També fou corresponsal del diari esportiu Dicen.
Com a escriptor, la seva principal obra són els quatre llibres Arrels Igualadines, publicats els anys 1990, 1992, 1995 i 2024, que recullen articles biogràfics i entrevistes fetes a personatges rellevants d'Igualada o vinculats amb la capital de l'Anoia. En aquesta extensa obra s'inclouen personatges com Lloll Bertran, Pep Munné, Jordi Savall, Cassià Just, Joan Armengol, Josep Mussons, Josep Romeu, David Valls, Joan Mercader, Ramon Mir, Flora Sanabra i Antoni Dalmau, entre d'altres. L'any 2008 s'organitzà un acte cultural a l'Ateneu Igualadí on s'escenificaren fragments dels primers tres llibres. Jaume Ferrer també fou coautor l'any 1989 del llibre "Catòlic, Elenc... i rodolí!" que fa referència a les activitats del Centre Catòlic i l'Elenc Artístic Montserrat.
L'any 1986 fou l'autor del pregó de la Festa Major d'Igualada i és l'autor de la lletra de l'himne del Club de Futbol Igualada, compost l'any 1985 i encara vigent, amb música de Manuel Pedragosa i Mostaza, interpretada per la coral Schola Cantorum d'Igualada. És coautor del llibre publicat el 2006 que recopila la història de l'Agrupació Coral La Llàntia, entitat fundada el 1876 i guardonada l'any 2011 amb el Premi Creu de Sant Jordi.
Com a actor i en alguns casos director, Jaume Ferrer formà part dels grups teatrals Grup Escènic Igualada, Elenco Artistico Montserrat, Agrupación Teatral Cooperativa La Victoria, Peña de Teatro Centro Nacional, i Teatre-Club Igualada. L'any 1953 Jaume Ferrer actuà en el paper de Guillermo Arranz en l'obra 'Cuando llegue la noche' fent parella amb Núria Espert en el paper de Magda Layón. L'any 1959 actuà amb Mercè Bruquetas en l'estrena de l'obra 'El Portazo'. També fou actor de doblatge, treballant amb directors com Isidre Sola, Pep Torrents, Maife Gil o Joan Pera.
Com a rapsode ha intervingut anualment en la recitació de poemes premiats en els Jocs Florals de la Tardor, organitzats per l'ACA, Associació Coordinadora d'Activitats per a la gent gran, i celebrats en el Saló de Cent de l'Ajuntament de Barcelona. L'any 2015 va presentar una sessió dedicada a la prosa de Carles Maria Balsells a l'AUGA, l'Aula Universitaria per a la Gent Gran de l'Anoia. L'any 2016 fou guionista i conductor d'un acte de reconeixement a Ramon Castelltort i Miralda, creador d'una reconeguda obra de poesia mística.

## Poesia Viva

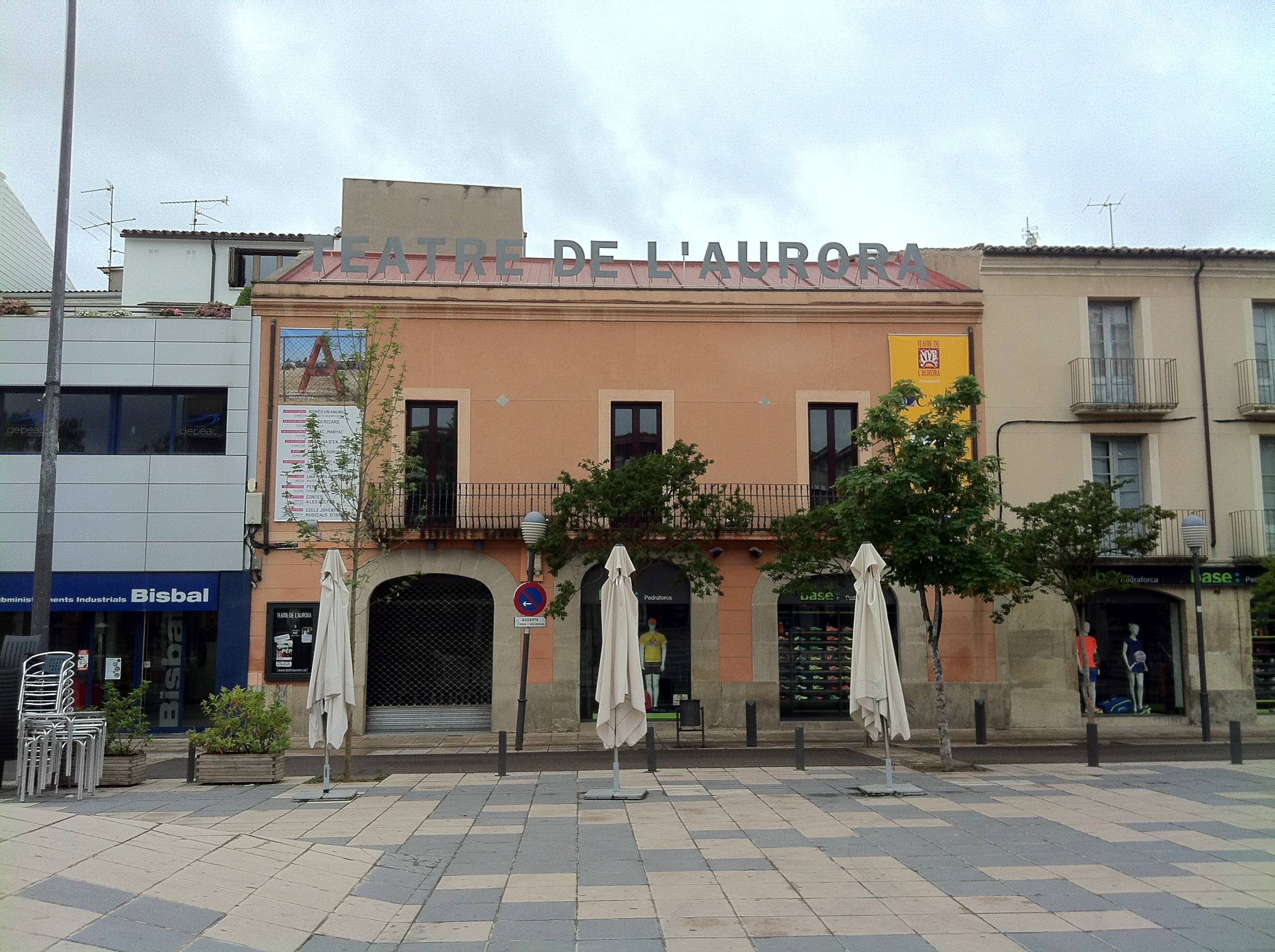
Teatre de l'Aurora d'Igualada

Poesia Viva és una associació literària per la difusió i l'estudi de la poesia en llengua catalana. L'entitat fou creada a Barcelona l'any 1978, sota l'impuls de Josep Colet i Giralt, director del Seminari d'Investigació Poètica, així com d'altres poetes catalans com Antònia Abante. Jaume Ferrer s'incorporà a Poesia Viva l'any 1987 com a guionista, rapsode i actor en sessions literàries a la Cova del Drac de Barcelona i posteriorment a la Sala Vivaldi i més tard a la Casa València del carrer Còrsega. L'any 2004 participà en el Fòrum Universal de les Cultures, amb muntatges de Poesia Viva de Barcelona.
L'any 1997 Jaume Ferrer fou un dels creadors de Poesia Viva d'Igualada, i en fou primer president des d'aquell any fins al 2007. Poesia Viva d'Igualada organitzava mensualment una sessió al Teatre de l'Aurora en la que s'incloïa la Roda de Poetes, en què diversos rapsodes recitaven l'obra de poetes convidats, i es presentaven recitals o muntatges d'autors reconeguts. El muntatge del 16 de gener de 2010 correspongué a l'obra del sabadellenc Joan Oliver, conegut com a Pere Quart, amb guió de Jaume Ferrer i veus d'Adoració Aliberch i Antoni Miranda. En aquesta sessió Jaume Ferrer rebé un dels primers trofeus atorgats per Poesia Viva, en reconeixement de la seva llarga trajectòria de promoció i divulgació de la poesia i la cultura catalana. El trofeu fou lliurat per Maria Enrich, regidora de cultura de l'Ajuntament d'Igualada, en nom de Lleonard del Rio, el llavors president de l'entitat. Poesia Viva d'Igualada donà per acabada la seva activitat el juny de 2011.
El 20 de novembre de 2022 va rebre el premi d’Honor Ciutat d’Igualada, en el marc de la XXVIIa edició de l’acte de lliurament d'aquests premis al Teatre Municipal Ateneu, i en que també van ser guardonats Lleonard del Rio i Campmajó i Adoració Aliberch Giralt, tots ells membres destacats en l’àmbit periodístic, per la divulgació de la poesia i el teatre amateur a la ciutat d'Igualada. El 16 de desembre de 2023 va rebre un homenatge com un dels socis amb més antiguitat d'Òmnium Cultural de l'Anoia.

## Obra publicada
- Catòlic, Elenc ... i rodolí espectacle ben igualadí. Publicat el 1989. Coautor amb Antoni Canals i Enrich.
- Arrels igualadines. Articles publicats a "La Veu de l'Anoia", 1987-1990. Pròleg de Joan Solà i Mussons.[22]
- Arrels igualadines 2. Articles publicats a "La Veu de l'Anoia", 1990-1992. Pròleg de Maria Teresa Farrés i Josep Maria Lladó i Figueres
- Arrels igualadines 3. Articles publicats a "La Veu de l'Anoia", 1992-1995. Pròleg de Xavier Badia i Llorenç Gomis
- Arrels igualadines 4. Any 2024. Pròleg de Carme Riera i Minguet i Florenci Crivillé.[4]
- Agrupació Coral La Llàntia: fundada a Igualada l'any 1876 : tres segles de cant XIX, XX, XXI. Coautor amb Josep Riba i Gabarró (2006).[8]